# Hugo der Franken
Hugo der Franken (ca. 804 - 14 juni 844) was een zoon van Karel de Grote en Regina, een van zijn minnaressen.
Hugo werd in 818 door Lodewijk de Vrome, zijn halfbroer, gedwongen in het klooster in te treden. Hij werd monnik in Charroux (818), abt van Saint-Quentin (822-823), abt van Lobbes, abt van Saint-Bertin (836), abt van Noaillé. Hij was ook aartskanselier van Lodewijk de Vrome (834-840).
Hij sneuvelde in een veldslag tussen Karel de Kale en Pepijn van Aquitanië.